# تپه گنبد میران بیگ (گمه می‌رومبگ)
تپه گنبد میران بیگ (گمه می‌رومبگ) مربوط به دوران پیش از تاریخ ایران باستان است و در شهرستان دلفان، بخش مرکزی، روستای نور اسدآباد وسطی واقع شده و این اثر در تاریخ ۲۵ اسفند ۱۳۸۰ با شمارهٔ ثبت ۵۰۶۰ به‌عنوان یکی از آثار ملی ایران به ثبت رسیده است.